# Konkret (Fernsehsendung)

Logo von 2007 bis 2012

Logo von 2012 bis 2017

Logo von 2019 bis 2025

konkret (2007–2012 Konkret: Das Servicemagazin, 2012–2017 heute konkret) ist ein Informationsmagazin des ORF-Fernsehens, das von Montag bis Donnerstag jeweils von 18:30 bis ca. 18:50 Uhr auf ORF 2 (mit Ausnahme von ORF 2 Tirol) ausgestrahlt wird. Die Sendung wird im wöchentlichen Wechsel von Philipp Maschl, Onka Takats und Münire Inam  (derzeit in Karenz) sowie vertretungsweise von Marvin Wolf moderiert. Seit Beginn des Magazins im April 2007 präsentierte Claudia Reiterer ebenfalls das Magazin, aufgrund neuer Tätigkeiten als ORF-Moderatorin hörte sie Ende 2016 jedoch auf, Martina Rupp, die ebenso von Beginn an die Sendung moderierte, ging im Juli 2021 in Pension. Die Sendung wurde im Zuge der Programmreform am 24. September 2012 in heute konkret umbenannt. Seit 21. August 2017 heißt die Sendung wieder konkret. Sendungsverantwortlicher ist Peter Baminger.

## Inhalt
Das Themenspektrum von konkret umfasst die Bereiche Konsumentenschutz, Arbeits- und Sozialrecht, Umwelt, Medizin ebenso wie Essen, Trinken, Lebensmittel, Wohnen, Lifestyle, Wellness und Reisen.
Programmelemente:
- "Marvin gibt Antwort": Behandlung von Zuseherfragen
- "konkret" kompakt: Kurzmeldungen über Verbraucherschutz, Gesetzesänderungen, ...
- "Ihr Anliegen": Hilfe für Zusehen bei einem speziellen Fall
- Gespräch mit Rechtsanwältin
- Gespräch mit Steuerberater
- Gespräch mit einem Vertreter der Arbeiterkammer
- Gespräch mit Patientenanwälten
- Produkttests
- Vorschau auf Bürgeranwalt und Am Schauplatz
- alte Beiträge aus den Vorgängersendungen "wir"

Seit Montag, dem 29. Oktober 2012, wird das ORF-Servicemagazin konkret, im Programm von ORF 2 Europe auch in die Österreichische Gebärdensprache (ÖGS) gedolmetscht. Auf ORF 2 Tirol ist die Sendung konkret lediglich als Wiederholung zu sehen, anstelle des eigentlichen Sendetermins wird Südtirol heute ausgestrahlt.
Nach konkret folgt die Sendung infos und tipps, wobei es sich immer um eine Produktvorstellung mit anschließendem Gewinnspiel handelt. Danach wird Bundesland heute aus den neun Landesstudios mit Berichten aus dem jeweiligen Bundesland gesendet.